# Staatliches historisch-künstlerisches Schutzgebiet Gobustan
Das Staatliche historisch-künstlerische Schutzgebiet Gobustan (aserbaidschan. Name: Qobustan Dövlət tarixi-bədii qoruğu; kyrill.: Гобустан Дөвләт тарихи-бәдии горуғу) ist ein Schutzgebiet in Aserbaidschan, unmittelbar westlich der Ortschaft Gobustan, etwa 50 km südwestlich von Baku.
Bekannt ist es u. a. für seine steinzeitlichen Felszeichnungen, die in den 1930er Jahren entdeckt wurden. 1966 erfolgte die Einrichtung des Schutzgebietes. Das Gebiet umfasst eine Fläche von etwa 44 km² und beinhaltet u. a. die Erhebungen Böyküdaş dağı (201 m) in der Mitte, Cinqirdağ (236 m) im Norden und Kiçikdaş dağı (117 m) im Süden.
2007 wurden die Fundstätten der Felszeichnungen zum Weltkulturerbe der UNESCO ernannt.

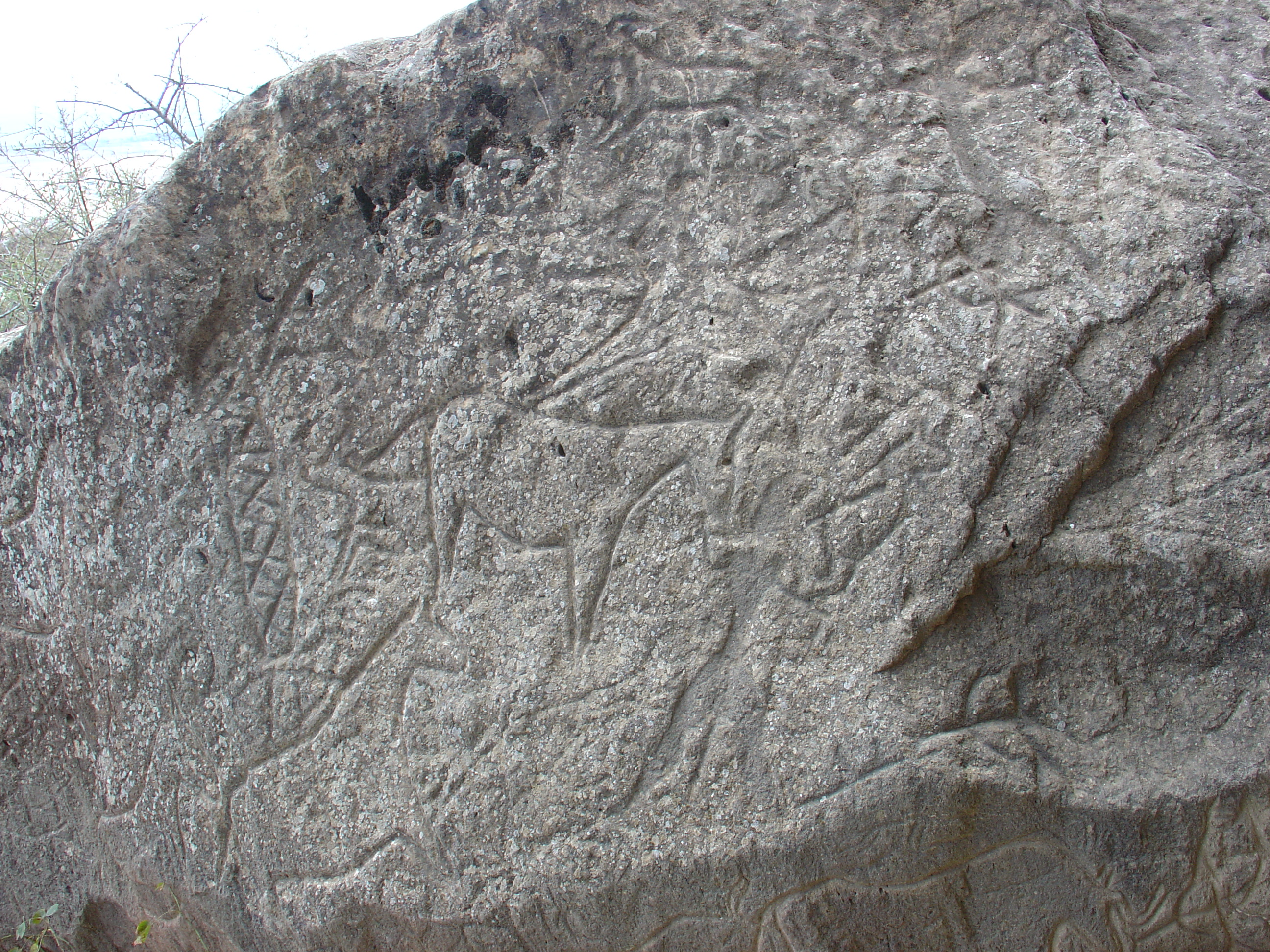
Felszeichnung: Fisch, Pferde
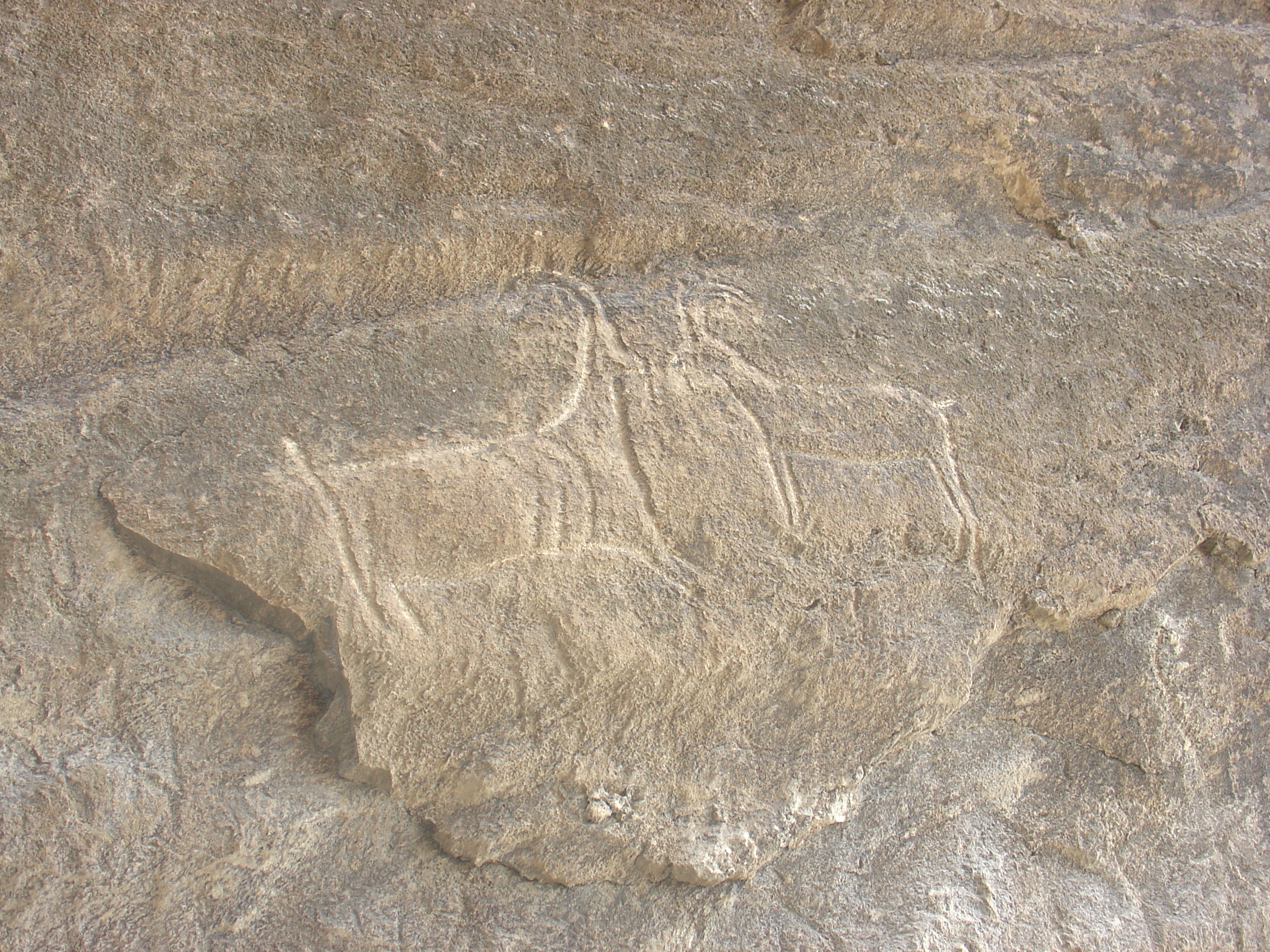
Felszeichnung: Gazellen
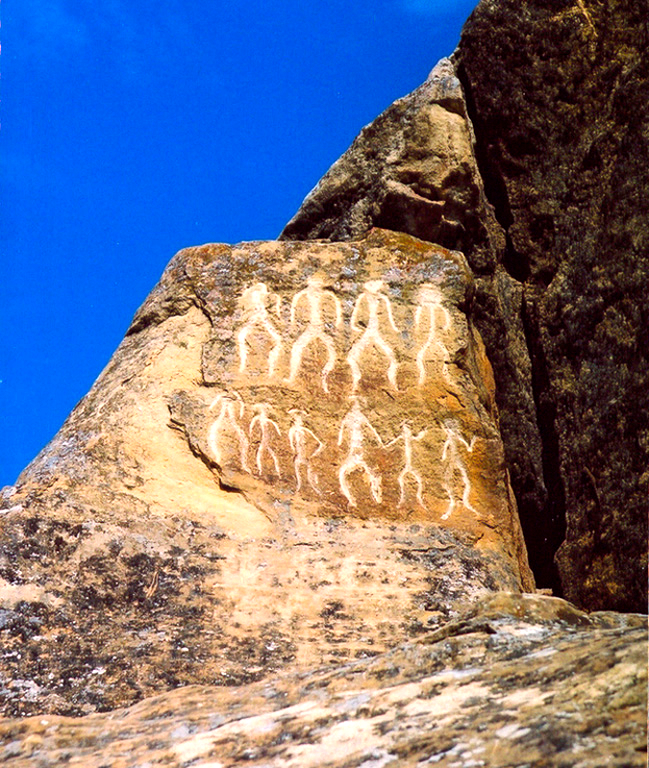
Felszeichnung: "Yally" Tanz
Panoramasicht